# Moskva (Enquist)
Moskva (även spelad under titeln Systrarna) är ett drama av Per Olov Enquist från 2000. Pjäsen är en omarbetning av Anton Tjechovs Tre systrar. Idén att omarbeta pjäsen kom från Betty Nansen Teatrets konstnärliga ledare Peter Langdal, som ville skapa en pjäs för äldre kvinnliga skådespelare. 
Manuset ingår i dramatiksamlingen Dramatik II: De politiska som gavs ut 2017.

## Handling
Ryssland, 1917. Tjechovs tre systrar, nu gamla och grånade, bor kvar i samma regementesstad som i originalpjäsen. De lyckades inte komma till Moskva.

## Uppsättningar
Moskva hade urpremiär på Betty Nansen Teatret i Köpenhamn under titeln Søstrene i regi av Peter Langdal och med Ghita Nørby i rollen som Masja. Den svenska premiären ägde rum på Stockholms stadsteater 2001 i regi av Benny Fredriksson. Pjäsen spelades då under titeln Systrarna.
| Roll       | Betty Nansen Teatret 1 april 2000 | Stockholms stadsteater 17 februari 2001 |
| ---------- | --------------------------------- | --------------------------------------- |
| Regi       | Peter Langdal                     | Benny Fredriksson                       |
| Scenografi | Karin Betz                        | Peter Holm                              |
| Olga       | Bodil Udsen                       | Yvonne Lombard                          |
| Masja      | Ghita Nørby                       | Bibi Andersson                          |
| Irina      | Susse Wold                        | Viveka Seldahl                          |
| Andrej     | Søren Hauch-Fausbøll              | Nicklas Gustavsson                      |
| Natasja    | Mette Kolding                     | Jessica Liedberg                        |
| Kulygin    | Kristian Halken                   | Roger Storm                             |
| Versjinin  | Ole Lemmeke                       | Bengt Järnblad                          |
| Tusenbach  | Morten Eisner                     | Peter Engman                            |
| Soljonyj   | Niels Anders Thorn                | Steve Kratz                             |
| Tjebutykin | Henning Moritzen                  | Thomas Roos                             |
| Anfisa     |                                   | Meta Velander                           |